# کالج هوانوردی ژونگفا دانشگاه بی هانگ
کالج هوانوردی چینی-فرانسوی دانشگاه بیهانگ  ، دانشگاه هوانوردی چینی-فرانسوی ( فرانسوی: Université de l'aviation Zhongfa‎</link> )  ، یک مؤسسه آموزشی تعاونی خارجی چینی است که به طور مشترک توسط دانشگاه بیهنگ و دانشگاه ملی هوانوردی مدنی در فرانسه در هانگژو سازماندهی شده است و دارای وضعیت شخصیت حقوقی نیست. این مدرسه در خیابان Shuanghongqiao شماره 166، شهر Pingyao، منطقه Yuhang، شهر Hangzhou ، استان ژجیانگ واقع شده است. 

## تاریخ
در 9 ژانویه 2018، با حضور مشترک شی جین پینگ ، رئیس جمهور وقت چین و مکرون ، رئیس جمهور فرانسه ، زو هویبین، رئیس دانشگاه هوانوردی و فضانوردی پکن، و 奥利维耶·尚苏 رئیس دانشگاه ملی هوانوردی مدنی فرانسه ( انگلیسی : ) در این مراسم شرکت کردند. مجمع مردمی سالن "یادداشت همکاری بین دانشگاه بیهنگ و دانشگاه ملی هوانوردی کشوری فرانسه" را امضا کرد. بر اساس تفاهم نامه همکاری در راه اندازی مدارس، دو مدرسه در نظر دارند تا از مزیت های طرفین در اداره مدارس استفاده کامل کنند و با حمایت دولت استان ژجیانگ و شرکت های چینی و فرانسوی، برای ایجاد مدرسه عالی همکاری کنند. -دانشگاه هوانوردی سطح، بین المللی و جدید. این مدرسه به عنوان یک موسسه آموزشی همکاری خارجی چینی با شخصیت حقوقی مستقل است که متخصصان برجسته در زمینه هوانوردی را پرورش می دهد.  
در 16 آوریل 2019، مراسم امضای همکاری بین دانشگاه بی هانگ، دولت مردمی استان ژجیانگ و دولت مردمی شهرداری هانگژو در مرکز کنفرانس بی هانگ روکسین برگزار شد. در آن زمان، او به عنوان معاون دبیر کمیته حزب استانی ژجیانگ و فرماندار یوان جیاجون ، معاون فرماندار Xingfu، معاون دبیر کمیته حزب شهرداری هانگژو و شهردار شو لییی، دبیر کل دولت استانی چن شین ، کمیته حزب بیهنگ خدمت کرد. وزیر کائو شومین ، رئیس‌جمهور شو هویبین ، معاون اجرایی رئیس‌جمهور فانگ جیان‌چنگ ، و معاون رئیس‌جمهور ژانگ گوانگ و دیگران در مراسم امضای قرارداد حضور داشتند. مراسم امضای قرارداد توسط خو هویبین برگزار شد. در مراسم امضای قرارداد، چن گنفانگ ، مدیر وقت اداره آموزش استان ژجیانگ، چن گوومی ، معاون شهردار هانگژو، و فانگ جیان چنگ، معاون اجرایی دانشگاه بی هانگ، "توافق نامه چارچوب همکاری برای ایجاد مشترک هواپیمایی چین و فرانسه" را امضا کردند. دانشگاه" به نمایندگی از همه طرف ها. 
در 19 سپتامبر 2019، خو هویبین، رئیس وقت دانشگاه بیهانگ، و اولیویه چانسو، رئیس دانشگاه ملی هوانوردی غیرنظامی فرانسه، "توافقنامه همکاری برای ساخت مشترک دانشگاه هوانوردی چین و فرانسه" را در مرکز کنفرانس بی هانگ روکسین امضا کردند. معاون رئیس جمهور هوانگ هایجون و معاون رئیس جمهور ژانگ گوانگ از دانشگاه بی هانگ، روسای دفتر تبادل و همکاری بین المللی، دفتر پذیرش و استخدام، دفتر همکاری داخلی و سایر بخش ها و همچنین خانم کرستی تان، مدیر برنامه های بین المللی دانشگاه ملی هواپیمایی کشوری فرانسه، در مراسم امضای قرارداد شرکت کرد.
در 28 دسامبر 2019، پروژه دانشگاه هوانوردی چین-فرانسه سنگ بنا را در شهر Pingyao، منطقه Yuhang، Hangzhou گذاشت. ژو جیانگ یانگ ، عضو کمیته دائمی کمیته حزب استانی ژجیانگ و دبیر کمیته حزب شهرداری هانگژو، و ژو هویبین، رئیس دانشگاه بی هانگ، سخنرانی کردند. چنگ یوچونگ ، معاون وقت فرماندار استان ژجیانگ، کائو شومین، دبیر کمیته حزب دانشگاه بیهانگ، ژانگ ژونگجان ، معاون دبیر کمیته حزب شهرداری هانگژو، چن گنفانگ، دبیر کمیته حزب و مدیر اداره آموزش استانی ، و دیگران در این رویداد مهم شرکت کردند. این پروژه در مجموع 1500 هکتار مساحت دارد که شامل 1000 هکتار برای عملیات مدرسه و 500 هکتار برای پارک علم و فناوری دانشگاه (پارک صنعتی) است که به طور مشترک توسط مدرسه و منطقه ساخته شده است. یک برنامه ریزی کلی، ساخت و ساز مرحله ای و اجرا». 
در 3 ژوئن 2020، دانشگاه بیهانگ و دانشگاه ملی هوانوردی غیرنظامی فرانسه "توافق نامه تکمیلی در مورد ساخت مشترک دانشگاه هوانوردی چین و فرانسه" را امضا کردند. 
در 26 آگوست 2020، پردیس انتقالی دانشگاه هوانوردی چین-فرانسه Xixi Bafangcheng با استقبال از اولین دسته از دانشجویان و معلمان فارغ التحصیل به طور رسمی افتتاح شد. 
در 30 دسامبر 2021، پروژه اصلی پردیس دانشگاه هوانوردی چین و فرانسه، شامل 3 گروه کالج، 2 گروه زندگی، 1 گروه مرکزی و 1 گروه ورزشی (به استثنای گروه نوآوری علم و فناوری شمال و جنوب) بود. تکمیل شده و در سپتامبر 2023 به بهره برداری می رسد.   در 29 می 2023، پردیس هوانوردی چین-فرانسه دانشگاه بی هانگ رسماً رونمایی شد. 

## محوطه دانشگاه
مساحت کل زمین پردیس پروژه دانشگاه هوانوردی چین-فرانسه تقریباً 100100 متر مربع است، با مساحت ساخت و ساز برنامه ریزی شده تقریباً 769500 متر مربع (تقریباً 620000 متر مربع برای ساختمان های روی زمین و تقریباً 150000 متر مربع برای کل بودجه سرمایه گذاری 9.38015 میلیارد یوان برآورد شده است. برنامه‌ریزی و طراحی پروژه ویژگی‌های لیانگژو را به ارث می‌برد که «آب اطراف پلت‌فرم مرتفع» است و از الگوی شهر آبی جیانگ‌نان «یک قلب و هشت جزیره» استفاده می‌کند. محتوای اصلی پروژه شامل 3 گروه کالج، 2 گروه زندگی، 2 سکوی نوآوری فناورانه، 1 گروه مرکزی، 1 گروه ورزشی و همچنین پروژه های مهندسی شهرداری و رودخانه در مجموع 45 ساختمان با موتور مجازی است مرکز شبیه سازی، مرکز میکرو نانو ، مرکز آزمایشی تونل باد در مقیاس بزرگ، مرکز آزمایشی تونل آبی در مقیاس بزرگ و بسیاری دیگر از پلت فرم های نوآوری علم و فناوری هوانوردی. 

## اطراف

### دانشکده
- پردیس لیانگژو آکادمی هنر چین
- پردیس یونگو دانشگاه وست لیک
- پردیس دانشگاه ژجیانگ Zijingang
- پردیس Cangqian دانشگاه عادی هانگژو

## نقل قول
1. 1 2  "北京航空航天大学中法航空学院". 中华人民共和国教育部 中外合作办学监管工作信息平台. Archived from the original on 2023-04-29. Retrieved 2023-04-29.
2. ↑  "学校简介". 中法航空大学. Archived from the original on 2022-06-19. Retrieved 2022-06-19.
3. ↑  "Chine : l'ENAC et l'Université de Beihang crééent une nouvelle université de l'aviation | ENAC". www.enac.fr. Archived from the original on 2021-06-13. Retrieved 2021-06-13.
4. ↑  高源; 牛妙卓; 孔祥明. "国家主席习近平和法国总统马克龙见证我校与法国国立民航大学签署合作办学备忘录". 北京航空航天大学新闻网. Archived from the original on 2022-06-22. Retrieved 2022-06-19.
5. ↑  宋超; 邸白鹭; 韩思愉. "北京航空航天大学与浙江省人民政府、杭州市人民政府举行共建中法航空大学、之江实验室合作签约仪式". 北京航空航天大学新闻网. Archived from the original on 2022-06-22. Retrieved 2022-06-19.
6. ↑  "中法航空大学项目奠基". 浙江省教育厅. Archived from the original on 2022-06-22. Retrieved 2022-06-19.
7. 1 2 3  "发展历程". 中法航空大学. Archived from the original on 2022-06-20. Retrieved 2022-06-19.
8. 1 2  徐赣鹰; 郑海云 (2022-01-05). "项目主体全面封顶！中法航空大学工程迎来重要节点". 杭州网. 余杭晨报. Archived from the original on 2022-06-20. Retrieved 2022-06-19.
9. ↑  "北京航空航天大学中法航空校园启用 计划今年招本科生-中新网". www.chinanews.com.cn. Archived from the original on 2023-06-24. Retrieved 2023-06-24.